# Chảy máu thai kỳ sớm
Chảy máu thai kỳ sớm là chảy máu trước 24 tuần tuổi thai. Biến chứng có thể bao gồm sốc xuất huyết. Nguy cơ gia tăng ở những người bị mất ý thức, khó thở hoặc đau vai.

## Đặc điểm
Nguyên nhân phổ biến bao gồm mang thai ngoài tử cung và đe dọa sẩy thai. Hầu hết các trường hợp sảy thai xảy ra trước 12 tuần tuổi thai. Các nguyên nhân khác bao gồm chảy máu cấy ghép, bệnh trophoblastic thai kỳ, polyp tử cung và ung thư cổ tử cung. Các xét nghiệm để xác định nguyên nhân cơ bản thường bao gồm kiểm tra mỏ vịt, siêu âm và hCG.
Điều trị phụ thuộc vào nguyên nhân cơ bản. Nếu mô được nhìn thấy ở lỗ cổ tử cung thì nên cắt bỏ. Ở những người mang thai trong tử cung và người có tiếng tim thai, chờ đợi thận trọng nói chung là thích hợp. Globulin miễn dịch Rho D thường được khuyên dùng ở những người có Rh âm tính. Thỉnh thoảng bệnh nhân cần phải được phẫu thuật.
Khoảng 30% phụ nữ bị chảy máu trong ba tháng đầu (0 đến 12 tuần tuổi thai). Chảy máu trong ba tháng thứ hai (12 đến 24 tuần tuổi thai) ít gặp hơn. Khoảng 15% phụ nữ nhận ra mình có thai sẽ bị sảy thai. Thai ngoài tử cung xảy ra ở dưới 2% thai kỳ.

## Nguyên nhân
Nguyên nhân gây chảy máu ba tháng đầu bao gồm:
- Phá thai (tự phát), còn được gọi là sẩy thai. Một nghiên cứu đã đưa ra kết quả rằng nguy cơ sảy thai trong quá trình mang thai chỉ cần phát hiện trong ba tháng đầu là 9% và chảy máu nhẹ 12%, so với 12% trong thai kỳ mà không bị chảy máu ba tháng đầu. Tuy nhiên, chảy máu ba tháng đầu nặng được ước tính có nguy cơ sảy thai là 24%.[6]
- Neoplasia trophoblastic cử chỉ
- Mang thai ngoài tử cung, ngụ ý mang thai bên ngoài tử cung, thường là trong ống dẫn trứng, có thể dẫn đến chảy máu trong có thể gây tử vong nếu không được điều trị. Trong trường hợp có chảy máu nặng và siêu âm sản khoa hỗ trợ chẩn đoán thai không rõ vị trí (không có thai trong tử cung), ước tính có khoảng 6% có thai ngoài tử cung tiềm ẩn.[7]
- Chảy máu cấy ghép
- Huyết khối màng đệm
- Đốm
- Nguyên nhân đường dưới GU
- Chảy máu âm đạo
- Chảy máu cổ tử cung